# Tristramella sacra
Espèce
Synonymes
- Chromis paterfamilias Lortet, 1876[1]
- Hemichromis sacra Günther, 1865[1]
- Parachromis sacer (Günther, 1865)[2]
- Paratilapia sacra (Günther, 1865)[2]

Statut de conservation UICN

 EX  : Éteint
Tristramella sacra est une espèce éteinte de poissons de la famille des Cichlidés. Elle était endémique du lac de Tibériade en Israël et a été observée pour la dernière fois en 1989-1990.

## Description
La taille maximale connue pour Tristramella sacra était de 28 cm.